# Вілсон (Канзас)
Вілсон (англ. Wilson) — місто (англ. city) в США, в окрузі Еллсворт штату Канзас. Населення — 859 осіб (2020).

## Географія
Вілсон розташований за координатами 38°49′31″ пн. ш. 98°28′30″ зх. д. / 38.82528° пн. ш. 98.47500° зх. д. (38.825331, -98.474921).  За даними Бюро перепису населення США в 2010 році місто мало площу 1,55 км², уся площа — суходіл.

## Демографія
Згідно з переписом 2010 року, у місті мешкала 781 особа в 331 домогосподарстві у складі 203 родин. Густота населення становила 505 осіб/км².  Було 405 помешкань (262/км²).
Расовий склад населення:
| - 94,9 % — білих - 0,4 % — чорних або афроамериканців - 0,3 % — азіатів - 0,1 % — корінних американців |

До двох чи більше рас належало 4,0 %. Частка іспаномовних становила 3,5 % від усіх жителів.
За віковим діапазоном населення розподілялося таким чином: 20,5 % — особи молодші 18 років, 54,7 % — особи у віці 18—64 років, 24,8 % — особи у віці 65 років та старші. Медіана віку мешканця становила 47,6 року. На 100 осіб жіночої статі у місті припадало 91,9 чоловіків;  на 100 жінок у віці від 18 років та старших — 88,8 чоловіків також старших 18 років.
Середній дохід на одне домашнє господарство  становив 45 553 долари США (медіана — 39 583), а середній дохід на одну сім'ю — 57 397 доларів (медіана — 46 484). Медіана доходів становила 35 556 доларів для чоловіків та 28 438 доларів для жінок. За межею бідності перебувало 15,8 % осіб, у тому числі 27,9 % дітей у віці до 18 років та 19,2 % осіб у віці 65 років та старших.
Цивільне працевлаштоване населення становило 353 особи. Основні галузі зайнятості: освіта, охорона здоров'я та соціальна допомога — 21,2 %, виробництво — 12,5 %, будівництво — 11,0 %, сільське господарство, лісництво, риболовля — 10,5 %.